# Allium schoenoprasum
L'erba cipollina (Allium schoenoprasum L., 1753) è una pianta aromatica della famiglia Amaryllidaceae (sottofamiglia Allioideae).

## Etimologia
L'etimologia del termine generico (allium) è molto antica. Le piante dell'aglio erano ampiamente conosciute sia dai Romani che dai Greci. Sembra comunque che il termine abbia una derivazione celtica e significhi “bruciante” in riferimento al forte odore acre e pungente della pianta. Quello specifico deriva dall'unione di due parole greche: schoinos (oppure skhoinos) che significa “canne intrecciate o corde fatte di giunco” con riferimento alle foglie che somigliano a giunchi, mentre l'altra parola prasòn significa “porro”.

Il binomio scientifico accettato (Allium schoenoprasum) è stato proposto da Carl von Linné (1707 – 1778) biologo e scrittore svedese, considerato il padre della moderna classificazione scientifica degli organismi viventi, nella pubblicazione ”Species Plantarum” del 1753.

## Descrizione

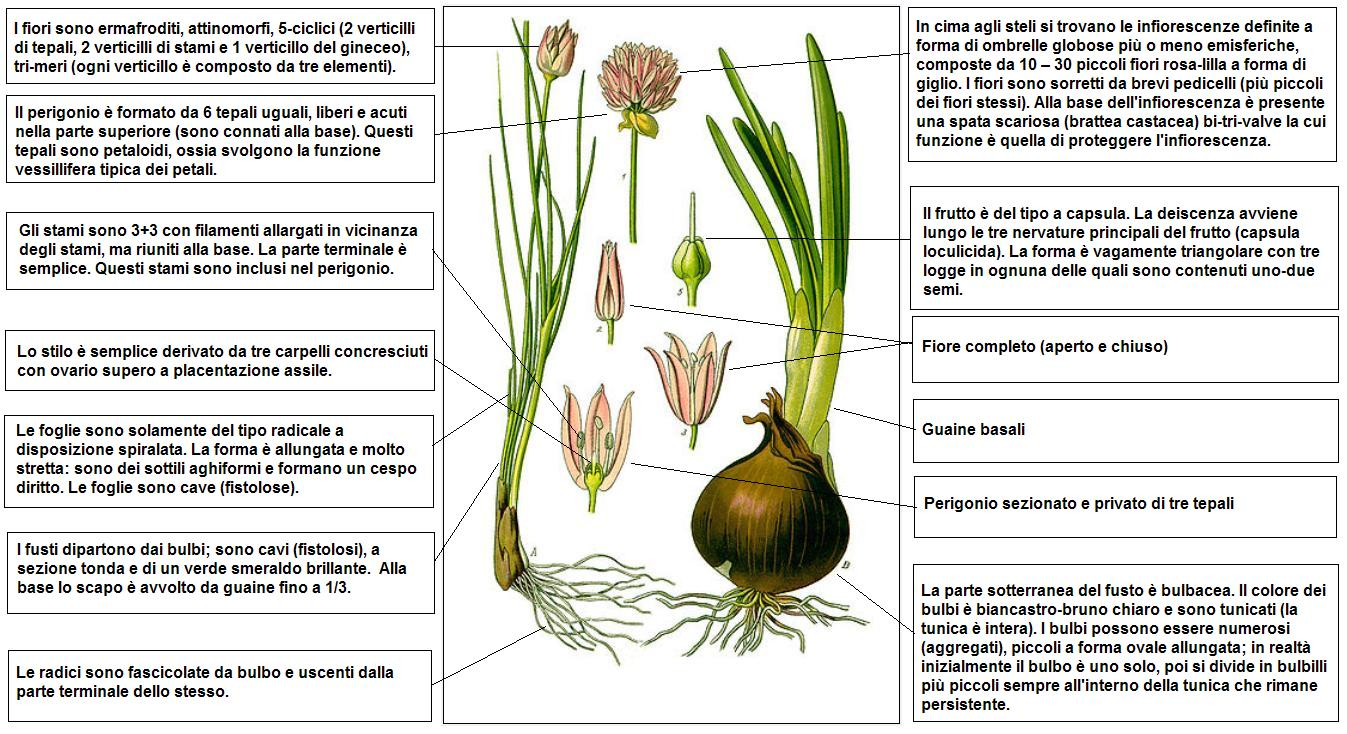
Descrizione delle parti della pianta

L'aspetto di queste piante è erbaceo perenne con una altezza variabile tra 15 – 50 cm. La forma biologica di queste piante è geofita bulbosa (G bulb), ossia sono piante che portano le gemme in posizione sotterranea. Durante la stagione avversa non presentano organi aerei e le gemme si trovano in organi sotterranei chiamati bulbi, organo di riserva che annualmente produce nuovi fusti, foglie e fiori. Queste piante sono molto aromatiche: odorano di cipolla per la presenza di composti solforati. Sono inoltre completamente glabre.

### Radici
Le radici sono fascicolate da bulbo e uscenti dalla parte terminale dello stesso.

### Fusto
- Parte ipogea: la parte sotterranea del fusto è bulbacea. Il colore dei bulbi è biancastro-bruno chiaro e sono tunicati (la tunica è intera). I bulbi possono essere numerosi (aggregati), piccoli a forma ovale allungata; in realtà inizialmente il bulbo è uno solo, poi si divide in bulbilli più piccoli sempre all'interno della tunica che rimane persistente. Dimensione del bulbo: larghezza 12 – 15 mm; lunghezza 15 – 20 mm.
- Parte epigea: i fusti dipartono dai bulbi; sono cavi (fistolosi), a sezione tonda e di un verde smeraldo brillante. Hanno una struttura elastica in lunghezza, ma "scrocchiano" sotto le dita se schiacciati e sprigionano il sottile aroma di cipolla che ha dato loro il nome comune. Alla base lo scapo è avvolto da guaine fino a 1/3. Diametro del fusto: 2 – 5 mm.

### Foglie

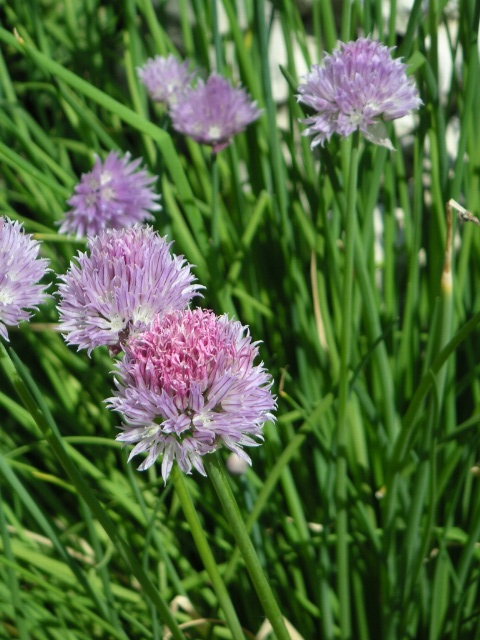
Le foglie

Le foglie sono solamente del tipo radicale a disposizione spiralata. La forma è allungata e molto stretta: sono dei sottili aghiformi e formano un cespo diritto. Le foglie sono cave (fistolose). Se le foglie vengono recise alla base si riformano velocemente formando una vegetazione a tappeto. Diametro delle foglie: 2 – 4 mm. Lunghezza: come lo scapo.

### Infiorescenza

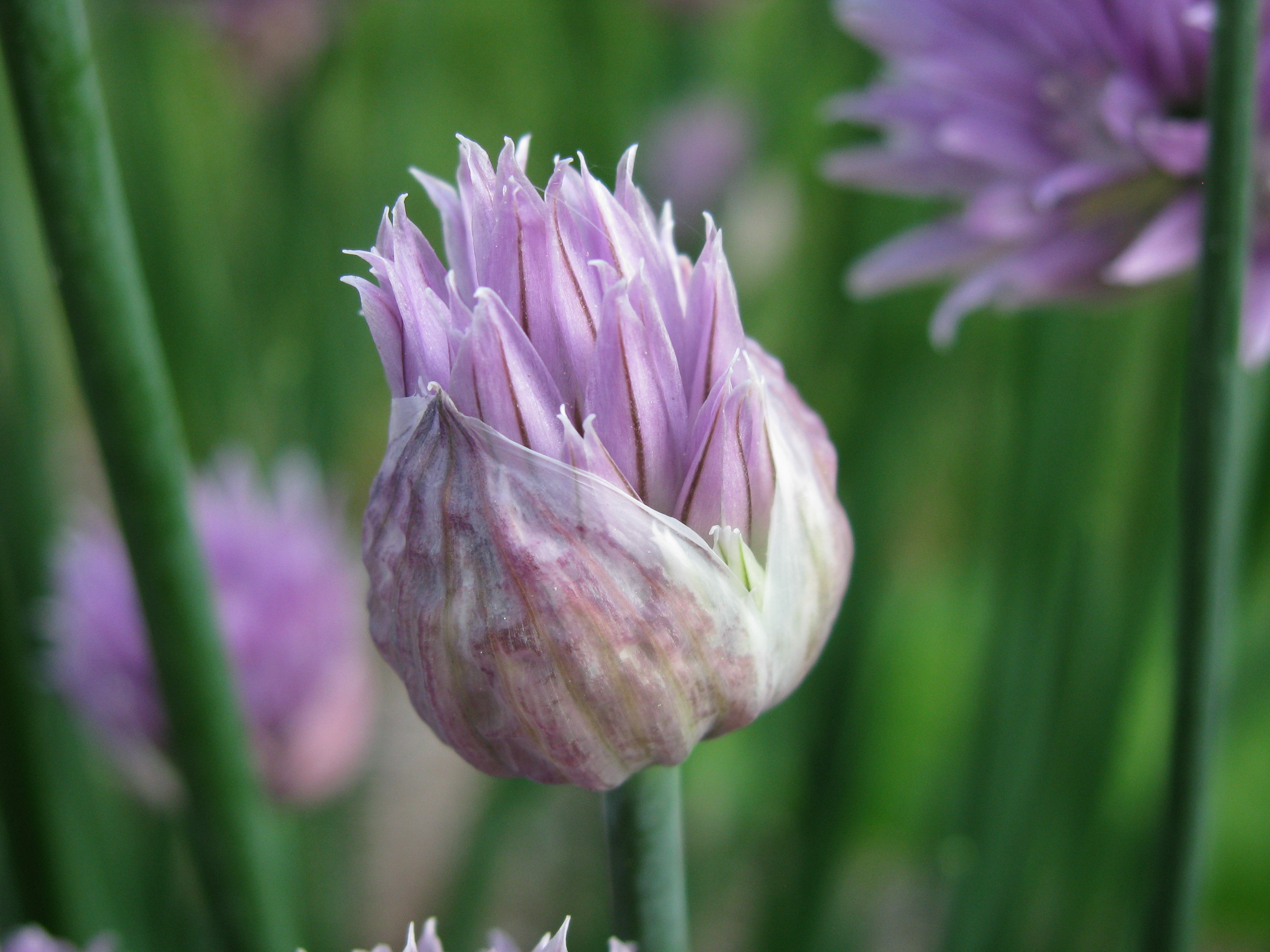
Infiorescenza protetta da una brattea cartacea

In cima agli steli si trovano le infiorescenze definite a forma di ombrelle globose più o meno emisferiche, composte da 10 – 30 piccoli fiori rosa-lilla a forma di giglio. I fiori sono sorretti da brevi pedicelli (più piccoli dei fiori stessi). Alla base dell'infiorescenza è presente una spata scariosa (brattea cartacea) bi-tri-valve la cui funzione è quella di proteggere l'infiorescenza. Il colore dei fiori può essere anche (ma raramente) bianco. Dimensioni dell'infiorescenza: diametro 3 cm; altezza 7 – 13 cm. Lunghezza dei pedicelli: 5 mm.

### Fiore

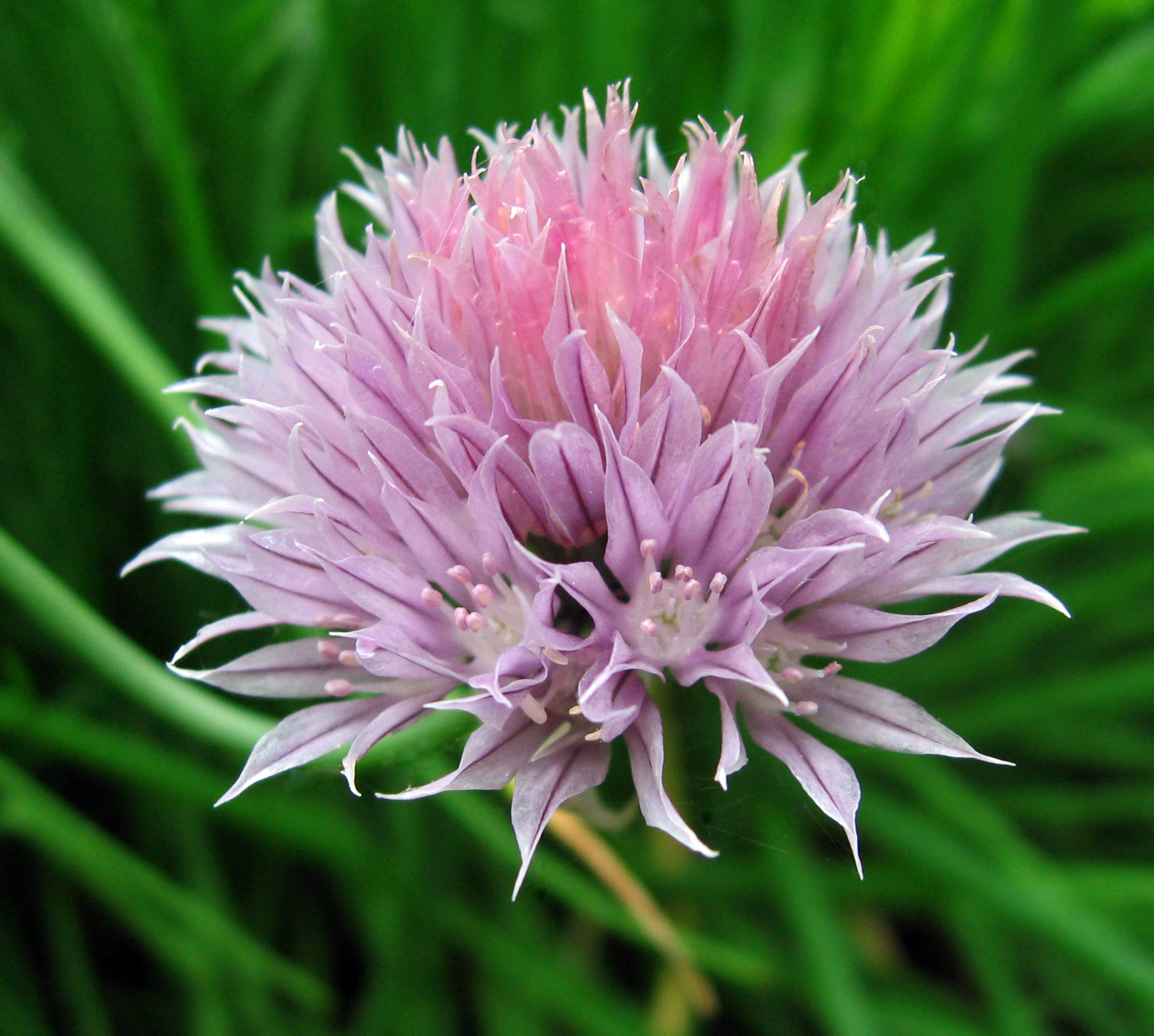
I fiori

I fiori sono ermafroditi, attinomorfi, 5-ciclici (2 verticilli di tepali, 2 verticilli di stami e 1 verticillo del gineceo) e trimeri (ogni verticillo è composto da tre elementi).
- Formula fiorale: per questa pianta viene indicata la seguente formula fiorale:

* P 3+3, A 3+3, G 3 (supero), capsula
- Perigonio: il perigonio è formato da 6 tepali uguali, liberi e acuti nella parte superiore (sono connati alla base). Questi tepali sono petaloidi, ossia svolgono la funzione vessillifera tipica dei petali. Dimensione dei tepali: larghezza 2 mm; lunghezza 8 – 11 mm.
- Androceo: gli stami sono 3+3 con filamenti allargati in vicinanza degli stami, ma riuniti alla base. La parte terminale è semplice. Questi stami sono inclusi nel perigonio.
- Gineceo: lo stilo è semplice e derivato da tre carpelli concresciuti con ovario supero a placentazione assile.
- Fioritura: da giugno ad agosto.

### Frutti

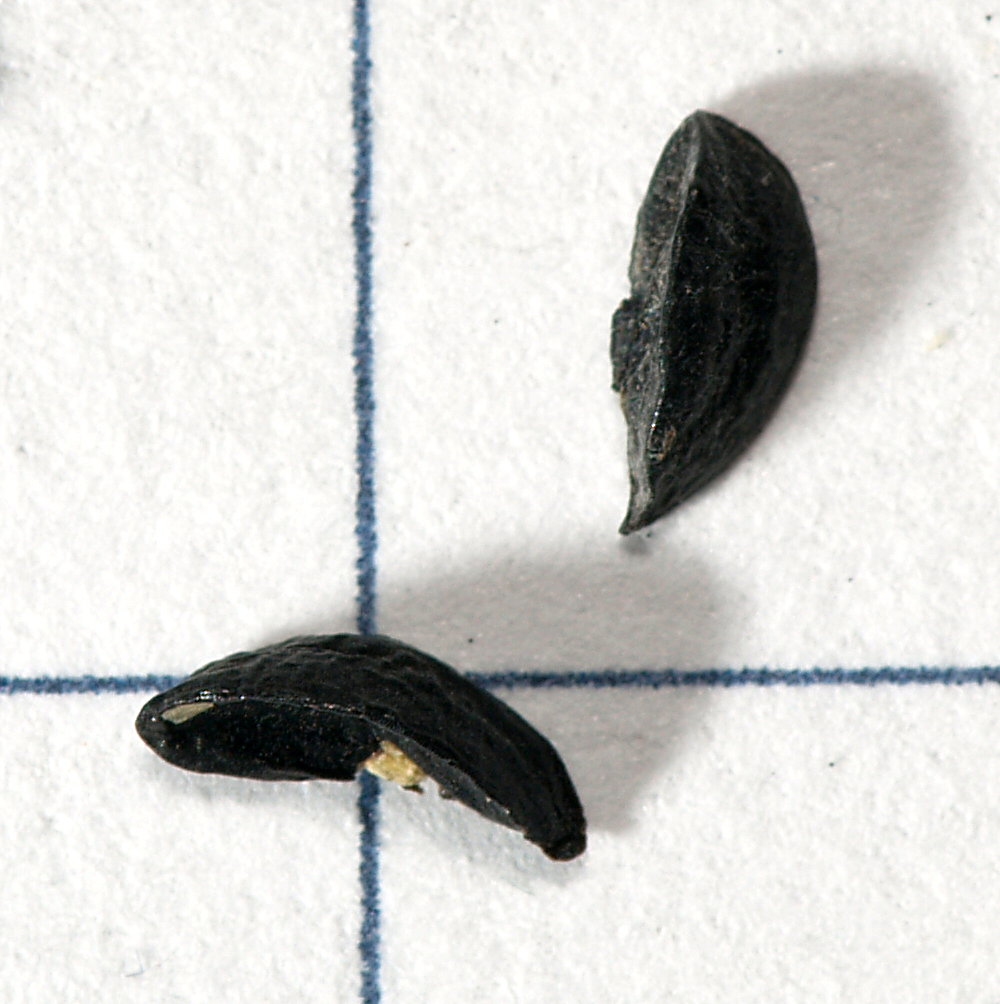
I semi

Il frutto è del tipo a capsula. La deiscenza avviene lungo le tre nervature principali del frutto (capsula loculicida). La forma è vagamente triangolare con tre logge in ognuna delle quali sono contenuti uno-due semi.

## Biologia
La riproduzione può avvenire sia tramite impollinazione dei fiori, ad opera di insetti come api e vespe (impollinazione entomogama), ma anche per divisione del piede (propagazione tipicamente orticola).

## Distribuzione e habitat

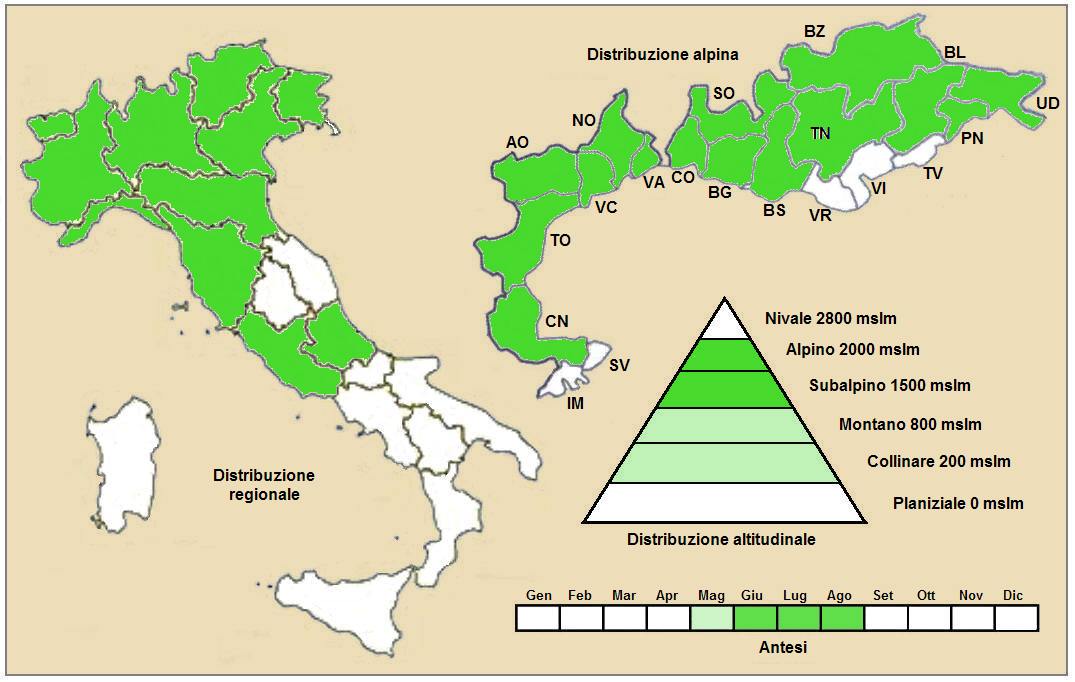
Distribuzione della pianta (Distribuzione regionale – Distribuzione alpina)

- Geoelemento: il tipo corologico (area di origine) è Circumboreale/Eurosiberiano, ma anche Nord Americano.
- Distribuzione: la distribuzione geografica di questa specie è molto ampia comprendendo l'Eurasia settentrionale e l'America settentrionale. In Italia è considerata rara e si trova nelle Alpi e negli Appennini settentrionali. Fuori dall'Italia (sempre nelle Alpi) è comune in tutte le regioni dalla Francia alla Slovenia. Sugli altri rilievi europei è presente nei Vosgi, Massiccio del Giura, Massiccio Centrale, Pirenei, Monti Balcani, Carpazi.
- Habitat: l'erba cipollina cresce facilmente sui prati umidi e torbosi (vicino a sorgenti e ruscelli) con terreni ricchi ma leggeri; ma anche nei ripari sotto roccia, ghiaioni, pietraie e praterie rase subalpine e alpine. Il substrato preferito è sia calcareo che siliceo con pH neutro e terreno a medio contenuto nutrizionale che deve essere umido.
- Distribuzione altitudinale: sui rilievi queste piante si possono trovare da 600 fino a 2600 m s.l.m.; frequentano quindi i seguenti piani vegetazionali: montano, subalpino e alpino.

### Fitosociologia
Dal punto di vista fitosociologico la specie di questa voce appartiene alla seguente comunità vegetale:
Formazione: delle comunità delle paludi e delle sorgenti
Classe: Scheuchzerio-Caricetea fuscae

## Tassonomia
La classificazione tradizionale pone il genere Allium all'interno della famiglia delle Liliaceae, ordine delle Liliales. La classificazione APG II ne aveva proposto la collocazione nella famiglia a sé stante delle Alliaceae, mentre la Classificazione APG III ha declassato tale raggruppamento al rango di sottofamiglia (Allioideae) della famiglia Amaryllidaceae.
Essendo il genere molto vasto da un punto di vista tassonomico viene suddiviso in più sezioni. Una suddivisione proposta dal botanico fiorentino Adriano Fiori, soprattutto relativamente alle specie spontanee italiane, comprende sei sezioni. La pianta di questa voce è compresa nella sezione SCHOENOPRASUM le cui specie sono caratterizzate dall'avere le foglie fistolose.
Il numero cromosomico di A. schoenoprasum è: 2n = 16.

### Filogenesi
Una ricerca filogenetica specifica è stata fatta esaminando sequenze di DNA di otto specie della sezione Schoenoprasum (e diverse sottospecie di Allium schoenoprasum: var. buhseanum Regel - subsp. gredese Rivas Mateos - var. alvarese Hylander - var. pumilum Bunge - var. alpinum DC. - var. sibricum L. - var. laurentianum Fernald) tenendo conto della distribuzione geografica dei campioni esaminati. Dallo studio risulta che la sezione Schoenoprasum è monofiletica. All'interno del gruppo i vari cladi si sono rivelati strettamente collegati alla distribuzione geografica. È emersa una chiara distinzione tra un sottogruppo europeo ed uno asiatico. All'interno del gruppo europeo (che tra l'altro s'è dimostrato monofiletico) l'area scandinava si distingue nettamente da quella dell'Europa centrale e del sud. Si è inoltre dimostrato che le forme più primitive di Allium schoenoprasum sono asiatiche dalle quali gli altri tipi (quelli europei) più volte ripetutamente si sono evoluti a seguito di condizioni ambientali via via diverse.

### Variabilità
Questa specie è estremamente polimorfa; i caratteri più instabili sono la dimensione della pianta, la forma dei tepali e il loro colore. Nella tabella seguente sono indicate alcune sottospecie, varietà e forme. L'elenco può non essere completo e alcuni nominativi sono considerati da altri autori dei sinonimi della specie principale o anche di altre specie; in particolare i nominativi contrassegnati da “[Kew]” sono riconosciuti come validi dalla World Checklist dei Kew Gardens:
Sottospecie:
- subsp. alpinum (DC.) Nyman (1882)
- subsp. euschoenoprasum (L.) Syme (1869)
- subsp. gredense (Rivas Goday) Rivas Mart. (1986) [Kew]
- subsp. latiorifolium (Pau) Rivas Mart. (1986) [Kew]
- subsp. lusitanicum (Lam.) K. Richt. (1890)
- subsp. maximowiczii (Regel) Bondarenko ex Korovina (1978)
- subsp. orosiae J.M.Monts. (1984)
- subsp. pumilum (Bunge) K. Richt. (1890)
- subsp. riparium (Celak.) Hayek (1867)
- subsp. schoenoprasum [Kew]
- subsp. schoenoprasum var. alpinum DC.
- subsp. schoenoprasum var. duriminium (Cout.) Cout.
- subsp. schoenoprasum var. sibiricum (L.) Garcke
- subsp. sibiricum (L.) Hartm.

Varietà:
- var. alpinum DC. (1815)
- var. alvarense Hyl. (1953)
- var. broteroi (Kunth) Nyman (1882)
- var. buhseanum (Regel) Boiss. (1882)
- var. caespitans Ohwi
- var. duriminium (Cout.) Cout. (1913)
- var. foliosum Regel
- var. gredense Rivas Martinez
- var. idzuense (H. Hara) H. Hara (1980)
- var. latiorifolium Pau (1912)
- var. laurentianum Fernald (1926)
- var. lusitanicum (Link ex Regel) Nyman (1882)
- var. orientale Regel
- var. pumilum Bunge (1836)
- var. scaberrimum Regel (1875) (lungo i margini delle foglie e delle guaine sono presenti dei piccoli dentelli)
- var. schoenoprasoides (Regel) Nyman (1882)
- var. shibutsuense Kitam.
- var. sibiricum (L.) Garcke (1849)
- var. vulgare Alef. (1866)
- var. yezomonticola H. Hara (1938)

Forma:
- fo. albiflorum Rousseau (1950)
- fo. laurentianum
- fo. leucanthum H. Hara (1938)
- fo. purpuratum Konta (2005)

#### Descrizione sottospecie italiane
Pignatti indica due sottospecie: subsp. sibiricum (L.) Hartm. e subsp. schoenoprasum. In Italia è presente la prima (la presente descrizione di questa voce è relativa a questa sottospecie), mentre la seconda si trova soprattutto nelle pianure dell'Europa Settentrionale. Attualmente c'è la tendenza a considerare queste varie forme prive di importanza tassonomica e quindi tutte derivate dal taxon di base: Allium schoenoprasum.

### Sinonimi
Questa entità ha avuto nel tempo diverse nomenclature. La tabella seguente indica alcuni tra i sinonimi più frequenti:
- Allium acutum Sprengel (1813)
- Allium alpinum Hegetschw (1840)
- Allium buhseanum Regel (1875)
- Allium coloratum Dulac (1867)
- Allium foliosum Clarion ex DC. (1802)
- Allium gredense Rivas Mateos (1924)
- Allium montanum Schrank, non F.W.Schmidt (1785)
- Allium palustre Pourret ex Lag. (1847)
- Allium purpurascens Losa
- Allium raddeanum Regel (1875)
- Allium reticulatum Wallr. (1822)
- Allium riparium Opiz (1824)
- Allium scorodoprasum L. subsp. scorodoprasum var. alvarense HYL.
- Allium sibiricum (L.) Hartman
- Allium tenuifolium Salisb. (1796)
- Ascalonicum schoenoprasum (L.) P.Renault (1804)
- Cepa schoenoprasa (L.) Moench (1794)
- Porrum schoenoprasum (L.) Schur (1866)
- Porrum sibiricum (L.) Schur (1866)
- Schoenissa schoenoprasa (L.) Salisb. (1866)
- Schoenoprasum vulgare Fourr. (1869)

### Specie simili
Qui di seguito sono descritte brevemente alcune specie simili all'Allium schoenoprasum con infiorescenze rosato-violette (le altre specie sono generalmente bianche):
- Allium moschatum L.: le foglie sono più strette di tipo filiforme; l'infiorescenza è più lassa con tepali più corti. È raro e si trova nell'Italia centrale.
- Allium lineare L.: l'infiorescenza è globosa (quasi sferica). È raro e si trova solo in Piemonte/Valle d'Aosta e Trentino-Alto Adige.
- Allium roseum L.: le foglie sono piane. Può essere confusa solamente nell'Italia centrale (areale comune alle due specie).

## Usi

### Proprietà terapeutiche
È nota e usata in erboristeria come antiscorbutico (combatte lo scorbuto con la presenza di vitamine), antisettica (proprietà di impedire o rallentare lo sviluppo dei microbi), callifugo, ipoglicemizzanti (diminuisce il glucosio nel sangue), cardiotonico (regola la frequenza cardiaca), cicatrizzante (accelera la guarigione di ferite) e vermifugo (elimina i vermi intestinali).

### Usi gastronomici
L'erba cipollina si usa quasi esclusivamente fresca poiché ha un aroma lieve che si perde facilmente. Per proporla al meglio i cuochi la tengono come pianta e se ne servono solo al momento dell'effettivo utilizzo, sciacquandola velocemente e sminuzzandola con le forbici. Guarnisce e sottolinea il gusto di crêpes, salse, burri aromatizzati, insalate e zuppe, ma può accompagnare anche il pesce. Grazie alla sua elasticità viene anche usata per legare piccole preparazioni a forma di fagotto, come le crêpes, o mazzetti di verdure lessate e accompagnate da salse, come gli asparagi, o involtini di bresaola alle erbette. È tipica della cucina della Francia, ma è diffusa anche in Italia. Le foglie verdi sono ottime in minestre, in intingoli e insalate.

Le foglie contengono le seguenti sostanze:
- Sostanze varie: proteine, grassi, carboidrati e fibra.
- Minerali: calcio, fosforo, ferro, magnesio, sodio, potassio e zinco.
- Vitamine: Vitamina A, Tiamina (B1), Riboflavina (B2), Niacina e Vitamina C.

## Coltivazione
L'erba cipollina può essere seminata in un substrato leggero e ben drenato. I ciuffetti d'erba cipollina, dopo che si saranno ben sviluppati, dovranno essere trapiantati nel terreno a distanza di 30–40 cm; oppure possono essere messi in vasetti in posizione soleggiata. Si può propagare anche per divisione del piede.
Documentazioni certe attestano la coltivazione di questa erba già nell'Europa del XVI secolo.